# 金井誠太
金井 誠太（かない せいた、1950年1月17日 - ）は、日本の自動車技術者、実業家。マツダ株式会社相談役。在広島メキシコ合衆国名誉領事。

## 来歴・人物
広島県出身。広島大学附属高等学校を経て、東京工業大学工学部卒業後、1974年に東洋工業（現在のマツダ）に入社。一貫して開発畑を歩み、チーフエンジニアを務め2002年に発売された初代アテンザは132の賞を受賞し、世界的に高い評価を得た。2010年に発表されたSKYACTIV TECHNOLOGYの開発も指揮し、マツダ車の全ての要素を刷新した。2014年に代表取締役会長に就任し、2018年に退任。座右の銘は「敬天愛人」。マツダ財団理事長、中国経済連合会副会長、蔵前工業会広島県支部長なども務めた。

## 経歴
- 1974年 - 東京工業大学工学部卒業後、東洋工業に入社
- 1996年 - 車両先行設計部長
- 1999年 - 主査本部主査
- 2000年 - 第2プラットフォーム・プログラム開発推進室 統括主査
- 2002年 - 車両コンポーネント開発本部長
- 2003年 - 執行役員 車両コンポーネント開発本部長、商品開発担当補佐
- 2004年 - 常務執行役員 車両開発・開発管理担当
- 2005年 - 常務執行役員 研究開発担当
- 2006年 - 取締役専務執行役員 研究開発担当
- 2007年 - 取締役 専務執行役員研究開発担当、株式会社マツダE&T代表取締役社長
- 2009年 - 取締役 専務執行役員研究開発・プログラム開発推進・パワートレイン開発担当、株式会社マツダE&T代表取締役社長
- 2010年 - 取締役 専務執行役員研究開発・プログラム開発推進担当、株式会社マツダE&T代表取締役社長
- 2011年 - 代表取締役 副社長執行役員社長補佐、技術領域・品質統括、モノ造り推進・R&Dリエゾン室担当
- 2012年 - 中国経済連合会副会長[10]
- 2013年 - 代表取締役 副会長、マツダ財団理事長[11]
- 2014年 - 代表取締役 会長
- 2018年 - 相談役